# The Verlaines
The Verlaines är ett rockband från Dunedin, Nya Zeeland. Bandet består av medlemmarna Graeme Downes, Tom Healy, Darren Stedman, Stephen Small och Rob Burns och grundades 1981. Namnet på bandet kommer från den franske poeten Paul Verlaine och inte, som det ibland rapporterats, från Tom Verlaine. De släppte sitt första album Hallelujah All The Way Home 1985 via skivbolagen Flying Nun/Homestead. Albumen som följde var Bird Dog (1987), Juvenilia (1987), Some Disenchanted Evening (1989), Ready to Fly (1991), Way Out Where (1993), Over the Moon (1996), You're Just Too Obscure for Me (2003), Pot Boiler (2007), Corporate Moronic (2009) och Untimely Meditations (2012). Utöver dessa har bandet släppt eller medverkat på EP-skivorna Dunedin Double EP (1981) och 10 O'Clock in the Afternoon (1983). 